# Apoblepta epicharis
Apoblepta epicharis là một loài bướm đêm trong họ Crambidae.